# Cycling Australia Hall of Fame
Die Cycling Australia Hall of Fame wurde 2015 eingerichtet. 
Am 13. November 2015 wurden anlässlich der Auszeichnung der Radsportler des Jahres (Sir Hubert Opperman Trophy) in Melbourne die Namen der ersten Mitglieder der neu eingeführten Hall of Fame bekannt gegeben. Jährlich werden neue Mitglieder aufgenommen.

## Mitglieder
- Brett Aitken (Sportler)
- Phil Anderson (Sportler)
- Kate Bates (Sportlerin)
- Ryan Bayley (Sportler)
- Iris Bent (Sportlerin)
- Sara Carrigan (Sportler)
- Danny Clark (Sportler)
- Mary Daubert (Sportler)
- Iris Dixon (Sportlerin)
- Michelle Ferris (Sportlerin)
- Ray Godkin (Funktionär)
- Alfred Goullet (Sportler)
- Edgar Gray (Sportler)
- Mary Grigson (Sportlerin)
- Jack Hoobin (Sportler)
- Glen Jacobs (Trail-Bauer)
- Katie Mactier (Sportlerin)
- Robbie McEwen (Sportler)
- Bradley McGee (Sportler)
- Scott McGrory (Sportler)
- Russell Mockridge (Sportler)
- Hubert Opperman (Sportler)
- Sydney Patterson (Sportler)
- Gerry Ryan (Radsportenthusiast)
- Chris Scott (Sportler)
- Robert Spears (Sportler)
- Julie Speight (Sportlerin)
- Michael Turtur (Sportler)
- Kathy Watt (Sportlerin)
- Charlie Walsh (Trainer)
- Anna Wilson (Sportler)
- Oenone Wood (Sportlerin)